# Saint-Pierre-d’Albigny
Saint-Pierre-d’Albigny (früher italienisch San Pietro d’Albignì) ist eine französische Gemeinde mit 4.175 Einwohnern (Stand 1. Januar 2022) im Département Savoie in der Region Auvergne-Rhône-Alpes.
Am Fuße des 2040 Meter hohen Arcluse gelegen, blickt man vom Ort hinab ins Tal der Isère, die die südliche Gemeindegrenze markiert. Saint-Pierre-d’Albigny wird umgeben von zahlreichen kleineren Teilorten. Der Ortskern mit seinen engen Gassen wurde saniert und vom Durchgangsverkehr befreit. Kleinere Geschäfte und die für Frankreich typischen Bistros liegen rund um die alte Kirche im Zentrum des Ortes.
Obwohl der Ort von recht hohen Bergen umgeben ist, herrscht ein sehr mildes Klima. In den flachen Hängen rund um den Ort werden Wein, Gemüse, Obst und Mais angebaut. Saint-Pierre-d’Albigny zählt zu den größeren Weinbaugemeinden im Département Savoie. Die Gemeinde liegt in der Weinbauregion Savoie. Weißweine aus der Rebsorte Altesse (lokal Roussette genannt) dürfen unter der geschützten Herkunftsbezeichnung Roussette de Savoie vermarktet werden. Für Weißweine anderer Rebsorten sowie Rotweine gilt die AOC Vin de Savoie. Der recht trockene Wein hat auch in Deutschland seine Liebhaber gefunden.
Waren es früher hauptsächlich der Weinbau und die Landwirtschaft, die die Bevölkerung ernährt haben, pendeln heute viele Einwohner zur Arbeit in die benachbarten Städte Chambéry und Albertville. Beide Städte sind jeweils nur rund 20 Kilometer entfernt und durch eine Autobahn miteinander verbunden.
In den vergangenen 30 Jahren sind um den alten Ortskern herum viele Neubau- und Industriegebiete entstanden. Im Zuge des Autobahnneubaus erhielt Saint-Pierre-d’Albigny in den unterhalb vom Ort gelegenen Flussauen der Isère ein Naherholungsgebiet mit einem See und einem Campingplatz. Darüber hinaus gibt es zahlreiche private Ferienwohnungen.
Die Gemeinde liegt innerhalb des Regionalen Naturparks Massif des Bauges.
Auf einem Bergrücken zirka zwei Kilometer vom Ort entfernt, liegt das mittelalterliche Schloss Château Miolans. Der Sitz der Herzöge von Savoyen hatte vor der Französischen Revolution von 1789 für Savoyen die gleiche Bedeutung wie die Bastille in Paris. Zeitweise waren im Château Miolans bis zu 200 Gefangene inhaftiert. Heute noch zählt das Bauwerk zu den bedeutendsten Schlössern Frankreichs. Im Umkreis von Saint-Pierre-d’Albigny gibt es Wandergebiete und Bademöglichkeiten in den nahegelegenen Seen, dem Lac du Bourget und dem Lac d’Annecy. Die Gebirgszüge der Bauges und des Beaufort, der Heimat der gleichnamigen Käsesorte, laden zu Ausflügen und Bergwanderungen ein. Die berühmten französischen Skigebiete von Courchevel, Lac de Tigne und La Plagne sind in einer guten Autostunde zu erreichen. Bei klarem Wetter ist der zirka 70 Kilometer von Saint-Pierre-d’Albigny entfernte Mont Blanc gut zu sehen.

## Persönlichkeiten
- Philibert Jean-Baptiste Curial (1774–1829), General der Infanterie

## Gemeindepartnerschaft
Partnergemeinde von Saint-Pierre ist seit 1973 Stetten im Remstal, heute zu Kernen im Remstal in Baden-Württemberg gehörend.

## Weblinks

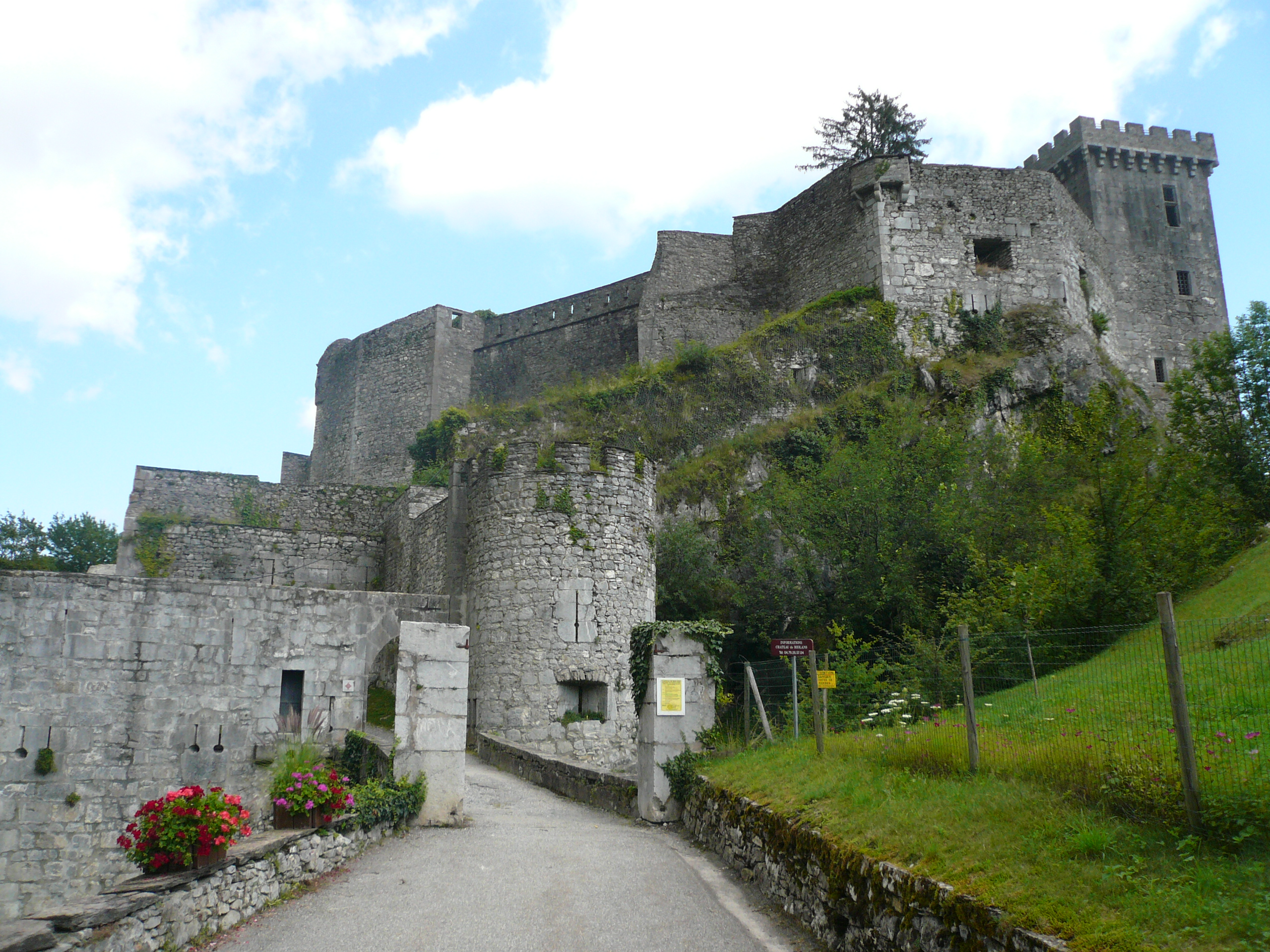
Schloss Miolans